# Halal police d'État
Pour plus de détails, voir Fiche technique et Distribution.
Halal police d'État est un film français réalisé par Rachid Dhibou, sorti en 2011. 
Le titre parodie celui de la série télévisée Hawaï police d'État. 
Le scénario est coécrit par le duo humoristique Éric et Ramzy, qui interprètent les rôles principaux.
Un tueur en série tue des épiciers arabes à Paris. Une de ses victimes étant une diplomate algérienne, l'Algérie envoie deux fins limiers pour participer à l'enquête : l'inspecteur Nerh-Nerh, et « le Kabyle » qui a perdu tout accent arabe dans son français après avoir été enlevé par des extraterrestres. À Paris, les soupçons se portent rapidement sur la communauté asiatique, mais c'est sans compter le flair et les techniques infaillibles des deux policiers...

## Synopsis
Dans le quartier de Barbès à Paris, un épicier arabe se fait tuer. Quelques jours plus tard,  une diplomate algérienne s'arrête chercher à manger dans un supérette et est témoin du meurtre d'un autre épicier avant de se faire tuer à son tour.
Pendant ce temps, en Algérie, l'Inspecteur Nerh-Nerh (Ramzy Bedia) rend visite à son ancien collègue surnommé "Le Kabyle" (Eric Judor). Ce dernier a quitté la police et persiste à croire qu'il a été enlevé par des extraterrestres qui lui ont fait perdre son accent algérien. Depuis, il tente d'entrer en contact avec eux pour que l'un des leurs, Bart, qu'il cache, puisse retourner sur sa planète. Au commissariat, le commissaire explique à ses hommes que les meurtres des épiciers algériens et de la diplomate commencent à prendre de l'ampleur et que l'un de ses hommes doit partir en France épauler leurs collègues. À la suite des traditions berbères, Nerh-Nerh est désigné et demande que le Kabyle l'accompagne. Ce dernier accepte quand Bart lui dessine une tour Eiffel, lieu d'atterrissage que son peuple a choisi pour le récupérer. 
Dans l'avion, Nerh-Nerh voit un reportage où un criminel qu'il avait arrêté, Mouloud et qui avait juré de le tuer, s'est échappé de prison. Arrivés à Paris, les deux algériens se rendent dans une épicerie où un nouveau meurtre a été commis. Sur place, la police française a trouvé une clef avec un symbole qu'ils associent à un idéogramme chinois avec laquelle le meurtrier marque ses victimes. Par déduction, les policiers pensent que la mafia chinoise tente d'éliminer les épiceries pour les transformer en bar-tabac mais Nerh-Nerh réfute cette hypothèse en interrogeant Mme Granger, une vieille femme témoin du meurtre, via des méthodes anti-conformistes. Les policiers n'y prêtent pas attention mais en regardant les photos, Nerh-Nerh comprend que les corps sont placés dans des positions spécifiques. 
Un peu plus tard, les deux algériens repèrent le tueur à Montmartre mais ce dernier s'échappe lorsque Nerh-Nerh pousse une jeune femme, Hilguegue, dont il tombe immédiatement amoureux. Les policiers s'installent à l'Hôtel Sainte-Marie tenu par un fils et sa mère. Le Kabyle remarque qu'il porte la même écharpe que le tueur mais n'y prête pas plus attention. En pleine nuit, la police les appellent car un nouveau crime vient d'être commis et un nem au poulet est retrouvé sur les lieux. La piste de la mafia chinoise est privilégiée mais à cause d'une expérience du Kabyle, les caméras sont inutilisables. 
De retour de l'Opéra avec Hildeguegue avec laquelle il a passé la soirée, Nerh-Nerh rentre à l'hôtel où ses cousins du bled ont investi sa chambre. De loin, Mouloud observe les deux amoureux. Le lendemain matin, le commissaire explique que ses hommes ont identifié un suspect, Tien Beng Ho, qu'ils pensent être le meurtrier. Nerh-Nerh réfute une fois encore cette hypothèse et explique que l'idéogramme n'est pas chinois mais œcuménique et que le meurtrier tue des épiciers habitant uniquement au 121 et les place dans des positions similaires à la Cène. De ce fait, les suspects seraient plus du côté des milieux extrémistes catholiques. À l'exception du Kabyle qui est resté l'écouter, personne n'entend cette hypothèse. Le Kabyle est ensuite envoyé à l'hôpital à la suite d'un entraînement au combat contre les autres policiers.
Dans la chambre d'hôpital, Nerh-Nerh voit un reportage et reconnaît le symbole sous la forme d'un tatouage. Les deux algériens se déguisent en épiciers mais échouent à empêcher un nouveau meurtre en se trompant d'adresse (le 121 bis au lieu du 121). Nerh-Nerh trouve néanmoins un bout d'oreille que l'assassin a perdu. De retour à l'hôtel, le concierge les invite à prendre le thé avec sa mère le lendemain. Nerh-Nerh envoie ensuite le Kabyle dans un salon de tatouages réputé extrémiste pendant qu'il dîne avec Hildeguegue. En observant le tatouage du Kabyle, Nerh-Nerh comprend que le tatoueur a pris le dos de son ami pour un bloc-notes et les Algériens se rendent à l'adresse indiquée en se déguisant. Là-bas, ils se retrouvent au milieu d'une réunion où le chef explique qu'ils pourront bientôt construire des églises à la place des épiceries. Nerh-Nerh et le Kabyle sont cependant découverts puis poursuivis jusqu'à un site de containers. Sur le point de se faire lyncher, Bart arrive et sauve son ami avant qu'une soucoupe volante ne l'emmène auprès des siens. 
Remis de leur émotions, les deux compères se rendent à l'hôtel prendre le thé. Nerh-Nerh voit que le réceptionniste porte une fausse oreille mais aucun d'eux ne peut bouger car l'homme a drogué leur breuvage. Il les attache à une machine infernale et part tuer Hildeguegue mais les Algériens se libèrent et courent jusqu'à son magasin. Là-bas, Mouloud a pris Hildeguegue en otage mais est neutralisé. Hildeguegue est cependant de nouveau prise en otage, par le réceptionniste cette fois-ci. Ce dernier explique que ses parents lui avaient expliqués que si les épiceries disparaissaient, il pourrait y construire des cathédrales. Nerh-Nerh fait mine de lui donner des baux à signer et le Kabyle l'assomme en lui envoyant une de ses chaussures en pleine tête. 
Le film se conclut sur les policiers en train de faire la fête avec les badauds qui suivaient la prise d'otage.

## Fiche technique
- Titre : Halal police d'État
- Titre international : Halal State Security
- Réalisation : Rachid Dhibou
- Scénario : Éric et Ramzy
- Musique : David Soltany
  - Musiques additionnelles : Frederic Sans, Michael Wunen et Samuel Potin
  - Chanson du générique : 113
- Photographie : Pascal Gennesseaux
- Montage : Julien Rey
- Costumes : Aline Dupays et Myriam Laraki
- Cascades : Stéphane Boulay
- Production : Luc Besson
  - Production exécutive : Camille Courau
- Société de production : EuropaCorp, 4 Mecs à lunettes Production et 4 Mecs en Baskets Production, avec la participation de Canal+ et CinéCinéma
- Matériels de tournage : Panavision Alga et Transpalux
- Effets visuels : Duran Duboi
- Postproduction : Digital Factory, Scanlab, CinéStéréo et Laboratoires LTC
- Société de distribution : EuropaCorp Distribution
- Pays d'origine :  France
- Langues originales : français et arabe
- Genre : comédie
- Format : couleur - 2,35:1 - Dolby Digital - 35 mm - Kodak
- Durée : 98 minutes
- Date de sortie : 16 février 2011
- Date de sortie DVD : 29 juin 2011
- Date de sortie VOD : 23 septembre 2014

## Distribution
- Ramzy Bedia : inspecteur Nerh-Nerh
- Éric Judor : « le Kabyle »
- Jean-Baptiste Shelmerdine : le réceptionniste
- Frédéric Chau : Mathieu Cohen
- Lannick Gautry : Claude Boutboul
- Booder : le berbère
- Gil Alma : serveur du restaurant
- Jean-Pierre Lazzerini : le commissaire
- Anca Radici : Hilguegue
- Youssef Hajdi : cousin Farid
- Mohamed Aroussi : Blédard 2
- Christophe Lavalle : le moine skin
- Éric Naggar : le professeur d'université
- Gianni Giardinelli : le skinhead 1
- Pascal Rocher : flic contrôle 2
- Sofiane Lakrouf : policier algérien
- Karl E. Landler : inspecteur français
- Aryan Rahimian : Mouloud
- Philippe Girard : le châtelain
- Mostéfa Stiti : commissaire Ben Saïd
- Mourad Lakehal : blédard 1
- Mostefa Zerguine : chef blédard
- Cédric Eeckhout : le tatoueur
- Adrien Saint-Joré : skin Aristide
- Martial Courcier : skin 2
- Eric Wagner : skin 3
- Sidney Wernicke : moine 1
- Pierre Poirot : moine 2
- Tonio Descanvelle : Moine 3
- Farida Ouchani : la diplomate
- Kevin Chamotte : le beau blond algérien
- Moos Bela : policier avion
- Mustapha Abourachid : présentateur TV
- Narcisse Zankifo : l'Africain
- Saïd Serrari : Maghrébin gobelets
- Philippe Millot : le douanier
- Eric Navech : flic contrôle 1
- Thérèse Quentin : Mme Granger
- Jean-Jacques Do Santos : flic contrôle 3
- Kamel Abdous : le chauffeur
- Kamel Benchemekh : épicier 1
- Victor Abadia : cadre sup 1
- Michel Gondoin : Cerise
- Michaël Vander-Meiren : moine balèze (skin)
- Guillaume Briat : moine 5
- Franckie Charras : flic contrôle 5
- Hiep Tran Nghia : le Chinois
- Jocelyn Lagarrigue : le râleur
- Loïc Dugue : maître 74
- Ati Safavi : présentatrice TV
- Mourad Zamouri : Mohamed Bled
- Hicham Moumine : le suicidaire
- Salah Abdelhak : homme foule bled
- Fatima Ouchaye : la vieille femme
- Hassen Mezache : Samir
- Farid Moncef : enfant bled 1
- Madjid Zioune : épicier 2
- Mohand Saci : épicier 3 diplomate
- Jamal Ziane : policier avion 2
- Al Pach : épicier torturé
- David Mandineau : le jongleur
- Gilbert Perez : le marionnettiste
- Valter Mineo : le saxophoniste
- Aziz Arbia : épicier pendu
- Richard Guille : le boucher de l'amphitéâtre
- Laurent Bariteau : flic hôtel 5
- Benoît Boucherifi : épicier rue Myrrha
- Mebarek Benchehla : blédard 4
- Jean Sarguera : blédard 5
- Eric Kailey : GIGN 2
- Didier Yakar : cadre sup 2
- Eloïse Labro : douanière de l'aéroport
- Jana Bittnerova : flic contrôle 6
- Fanny Besson : chanteuse d'opéra
- Sophie Chamoux : police scientifique
- Eric Moreau : un passant (non crédité)

## Production
- Budget : 7,72 millions d'euros
- Lieux de tournage[1] : quartier Barbès et ses alentours[2], Maroc[3], Paris

## Accueil[4]
Box office France : 793 296 entrées